# Österreichischer Alpenverein
Der Österreichische Alpenverein (ÖAV, auch nur Alpenverein genannt, bis 2014: Oesterreichischer Alpenverein, OeAV) ist der größte Bergsteigerverein in Österreich. Mit knapp 200 Sektionen betreibt dieser unter anderem 225 Schutzhütten und betreut rund 26.000 Kilometer markierte Berg- sowie Wanderwege. Der Sitz des Vereins ist in Innsbruck.

## Organisation

### Sektionen
Der ÖAV ist in 194 Sektionen gegliedert. Die Sektionen sind ihrerseits wieder eigenständige Vereine, die in manchen Fällen außerhalb des Alpenvereines entstanden: Zum Beispiel trat der 1890 gegründete Österreichische Gebirgsverein, der sich dem weltweiten Hochgebirgsalpinismus verpflichtet, erst 1955 als Sektion in den Alpenverein ein. Das Arbeitsgebiet einer Sektion (in dem die Sektion bergsteigerische Infrastruktur wie Wege und Hütten bereitstellt) ist im Arbeitsgebietskataster entsprechend der Arbeitsgebietsordnung (ArgO) gemeinsam mit dem DAV festgehalten. Es weicht in vielen Fällen vom Gebiet, in dem die Sektion zuhause ist und ihre Mitglieder rekrutiert, ab, insbesondere bei außeralpinen Sektionen.
Neben Orts-Sektionen finden sich auch Akademische Sektionen in Wien, Innsbruck und Graz, die aus Studentenverbindungen hervorgegangen sind, sowie Sektionen im Ausland (Sektion Britannia, Sektion Flandern). Es gibt auch einige inländische Sektionen, die Ortsgruppen im Ausland unterhalten. Die Sektion Weitwanderer, deren Arbeitsgebiet auf Weitwanderwege beschränkt ist, versteht sich als überregionale Sektion.
Die größten Sektionen sind (Stand: 31. Dezember 2024) die Sektion Austria (99.312 Mitglieder), die Sektion Edelweiss (88.226 Mitglieder) und die Sektion Innsbruck (37.701 Mitglieder).
Eine sektionsübergreifende Teilorganisation ist die Alpenvereinsjugend Österreich.

### Ämter in den Sektionen
Zu den wichtigen Ämtern einer Sektion gehören – neben den vereinstypischen, also Vorsitzender, Schriftführer, Kassier – im Besonderen der Wegewart des jeweils betreuten Wegenetzes, der Hüttenwart, der sich um die vereinseigenen Schutzhütten kümmert, der Alpinwart (Alpinreferent), der die bergsteigerischen und kletterischen Aspekte betreut, der Skilehrwart, der sich um Belange des Alpinschi- und Schitourenwesens, die Lawinenkunde und andere wintersportliche Aspekte kümmert und der Naturschutzwart (Naturschutzreferent), der die satzungsgemäßen Naturschutzbelange der Sektion betreut.

### Publikationen
Der ÖAV publiziert neben Kartenmaterial wie der Alpenvereinskarte, die er zusammen mit dem DAV herausgibt, auch Lehrschriften. Zusammen mit dem AVS, DAV und dem SAC gibt er das Magazin bergundsteigen heraus.
Die Mitgliederzeitschrift mit dem Namen Bergauf erscheint fünfmal im Jahr.
Der Bergverlag Rother gibt seit 1951 in Zusammenarbeit mit dem Deutschen Alpenverein, dem Österreichischen Alpenverein und dem Alpenverein Südtirol die Taschenbuchreihe Alpenvereinsführer heraus.

## Agenden

### Hütten und Wege

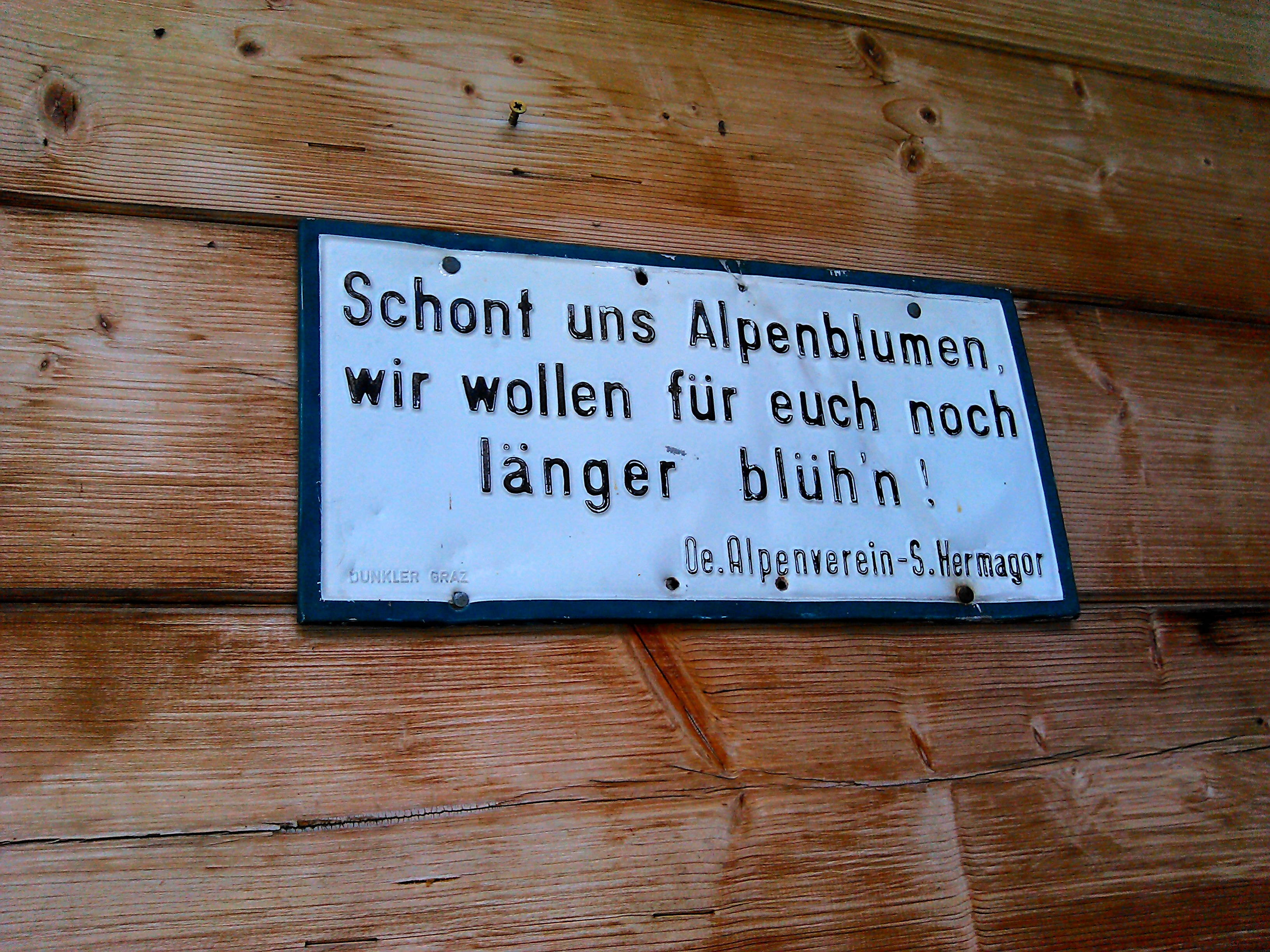
Hinweistafel des Österreichischen Alpenvereins

Der ÖAV betreut 225 Schutzhütten (Stand: März 2025). Mit etwa 13.000 Schlafplätzen, im Sommer ca.1550 Arbeitsplätzen und jährlich etwa einer Million Besucher ist der ÖAV der größte Beherbergungsbetrieb in Österreich. Die Hütten sind durchwegs saisonell – aber meist langfristig – in Pacht an einen Hüttenwirt vergeben, der den Wirtschaftsbetrieb aufrechterhält und meist auch die Funktion des Hüttenwarts innehält.
Zu den Hütten des ÖAV siehe: Liste der Hütten des Österreichischen Alpenvereins sowie Liste von Schutzhütten in den Alpen
Daneben hat der ÖAV Verträge mit privaten Quartiergebern, die als ÖAV-Vertragshäuser vergünstigte Übernachtungen für Mitglieder anbieten.
Der Österreichische Alpenverein betreut in Österreich rund 26.000 Kilometer markierte Bergwege, Wanderwege, Klettersteige und eine Vielzahl von Klettergärten. Rechnet man die vom Deutschen Alpenverein in Österreich betreuten Wege dazu, sind es gut 40.000 km. Die Wege und Klettersteige werden von ehrenamtlichen Funktionären in deren Freizeit kostenlos betreut. Für diese Wege trägt der Verein die Wegehalterhaftung und die Erhaltungskosten. Dieses Wegenetz erhöht die Sicherheit der Bergwanderer und ist eine wesentliche Voraussetzung für den Bergsport und den Sommertourismus. Darüber hinaus sind die markierten Wege eine effektive Besucherlenkung.

### Besitzungen sowie Natur- und Umweltschutz

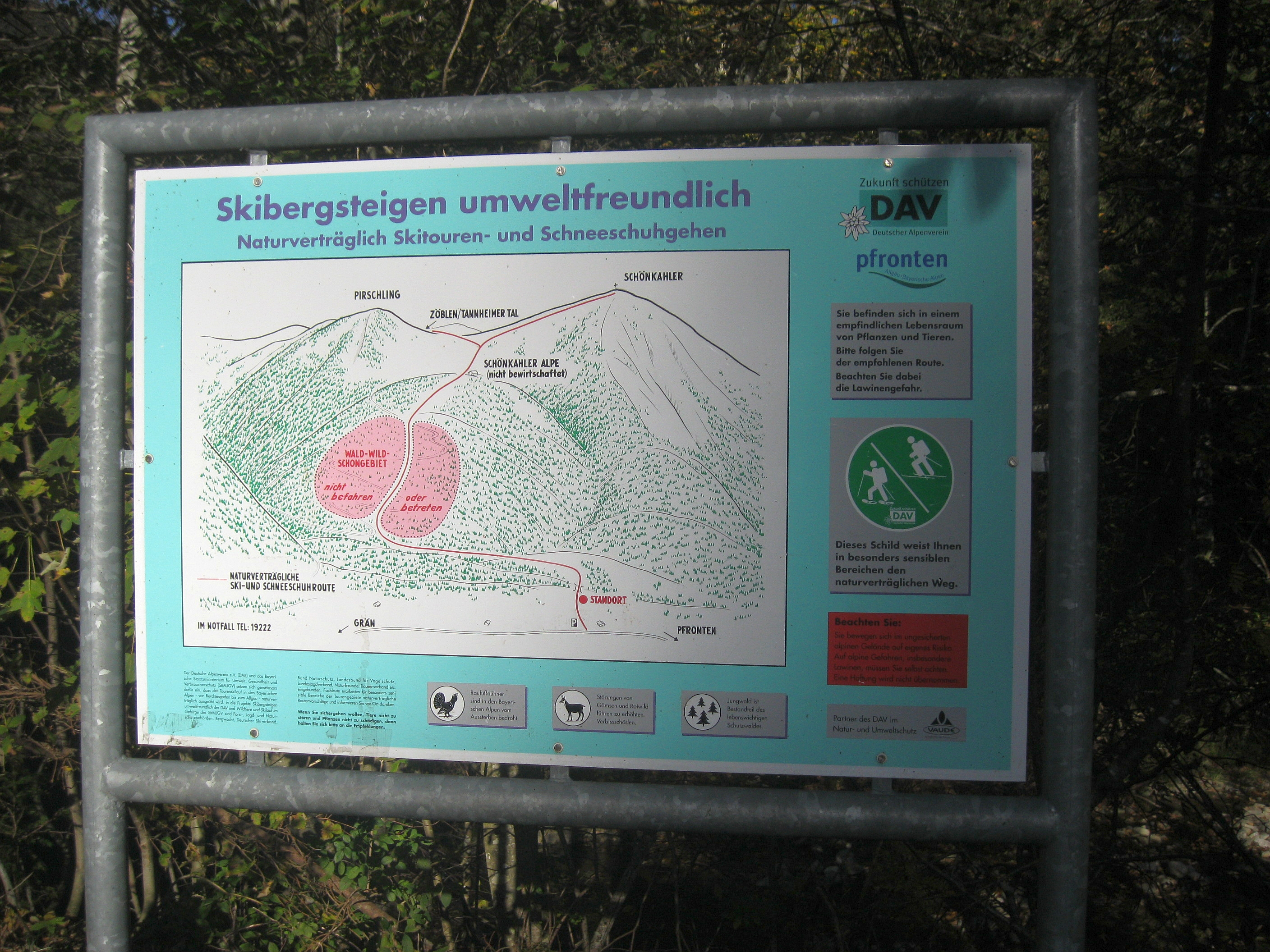
Der Alpenverein setzt sich schon lange für naturverträglichen Alpinsport ein. Auf dem Foto eine Hinweistafel für Wintersportler, wie sich umweltverträglich Berggipfel der Tannheimer Berge im Winter besteigen lassen

Der Alpenverein besitzt über 400 km² Grund. Dieser wurde seit dem frühen 20. Jahrhundert erworben, um alpine Schutzgebiete zu bilden, oder geht auf Schenkungen zurück. Damit ist der ÖAV einer der größten Grundbesitzer in Österreich überhaupt. Ein Gutteil dieser Gründe, etwa 330 km², liegt im heutigen Nationalpark Hohe Tauern, Österreichs erstem Nationalpark, wo der ÖAV den größten Gebietsanteil stellt, und der ohne den Verein nicht entstanden wäre. So gehören beispielsweise mit die prominentesten Berge Österreichs, der Großglockner und der Großvenediger, in ihrem Gipfelbereich umfassend dem Verein, ebenso die Krimmler Wasserfälle. Ein weiterer Erfolg war 1988 der Ankauf von acht Quadratkilometer Grund an der Hochalmspitze, der ÖAV verhinderte damit die Errichtung eines Gletscherskigebiets. Die Gegend gehört heute ebenfalls zum Nationalpark.
Mit weiteren Engagements, wie Bemühen um sanften Tourismus, Bewusstseinsbildung, der Aktion „Saubere Berge“ (seit 1970), dem Umweltgütesiegel für Alpenvereinshütten (seit 1994), Bergwaldprojekten und Zusammenarbeit mit anderen Institutionen gehört der ÖAV zu den wichtigsten Umweltorganisationen des Alpenraums. Er wurde nach dem UVP-G 2000 anerkannt, sodass er bei Eingriffen im alpinen Landschaftsraum Parteienstellung bei Umweltverträglichkeitsprüfungen hat. Seit 1980 gibt es auch eine eigene Fachabteilung Raumplanung-Naturschutz, die sich um geographisch-politische Belange der Vereinsabsichten kümmert.

### Ausbildung
Der Alpenverein veranstaltet ständig Ausbildungskurse für die Tourenführer, Jugendführer und Funktionäre der einzelnen Sektionen, die das Erlernte an die Mitglieder weitergeben.

### Dokumentation
Seit dem Zweiten Weltkrieg befindet sich die umfangreiche Sammlung des Alpenvereins im Alpenverein-Museum Innsbruck. Seit dem Umzug des Alpenvereinshauses 2008 sind jedoch keine eigenen Ausstellungsräume mehr vorhanden, Teile der Sammlung werden für Sonderausstellungen außer Haus verliehen.

## Geschichte

### Gründung und Zeit bis 1918
Der Österreichische Alpenverein wurde 1862 als erster Bergsteigerverband des europäischen Festlands und damit als zweitältester der Welt nach dem britischen Alpine Club gegründet. Gegründet wurde er auf Anregung der Studenten Paul Grohmann, Edmund von Mojsisovics und Guido von Sommaruga, unterstützt wurden sie dabei in der Anfangsphase von Eduard Suess, Anton von Ruthner, Johann Peyritsch, Eduard Fenzl und Achilles Melingo. Am 19. November 1862 fand unter der Leitung von Eduard Fenzl, der auch zum ersten Vorstand gewählt wurde, im grünen Saal der Akademie der Wissenschaften die Gründungsversammlung statt.

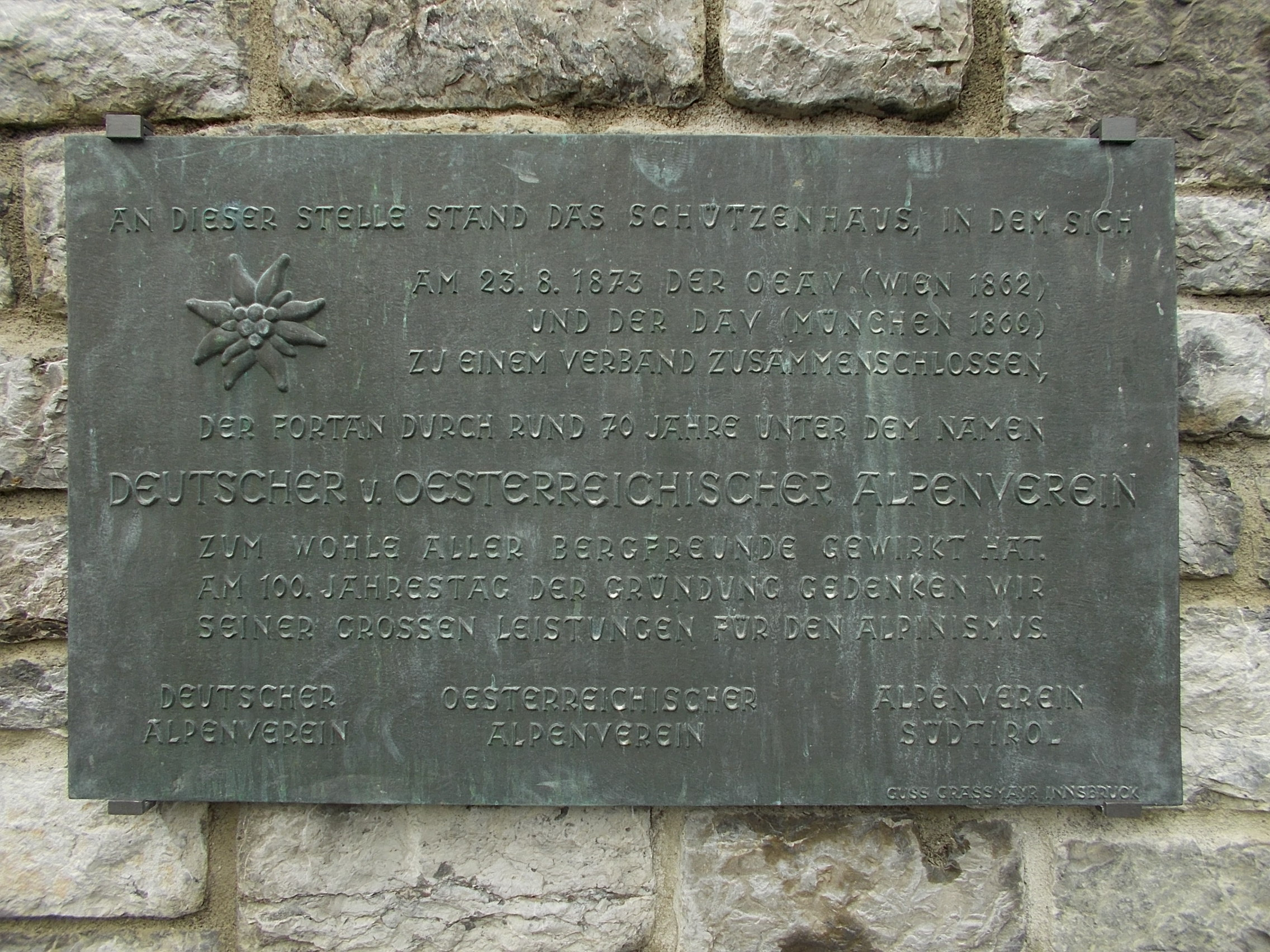
Gedenktafel zum Zusammenschluss von DAV und OeAV in Bludenz

Am 23. August 1873 fand im ehemaligen Schützenhaus neben dem Schloss Gayenhofen in Bludenz der Zusammenschluss mit dem unter anderem von Franz Senn mitgegründeten Deutschen Alpenverein zum Deutschen und Oesterreichischen Alpenverein (DuOeAV) statt. Der Österreichische Alpenverein und die Sektion Wien des Deutschen Alpenvereins wurden zur Sektion Austria des D.u.Oe.A.V. Eine Gedenktafel am Treppenaufgang von Schloss Gayenhofen zum Schlosshotel erinnert an das Ereignis.
Von 1873 bis 1938 waren mehr als 400 Sektionen in Deutschland, Österreich und (nach dem Ersten Weltkrieg) in der Tschechoslowakei im DuOeAV zusammengeschlossen. In diese Zeit fällt unter anderem die Einrichtung des Gletschermessdienstes 1891. Im Jahr 1914 hatte der DuOeAV bereits mehr als 100.000 Mitglieder.
Zur 50-Jahr-Feier der Sektion Austria äußerte sich Eduard Suess zur Gründungsgeschichte in den Mitteilungen des DuÖAV 1912 wie folgt: 

„In meinen Vorlesungen war gar oft von den Alpen die Rede und im Wintersemester 1861/62 teilte mir einer meiner Hörer, Edmund v. Mojsisovics, mit, daß er und zwei seiner Freunde, Paul Grohmann und Guido v. Sommaruga, die Absicht hätten, einen Alpenverein zu gründen. Sie hätten sich bisher nur mit dem Advokaten Dr. v.Ruthner in Verbindung gesetzt. Ich möge an einer zweiten Besprechung teilnehmen. Ich sagte zu.(…) Bei der zweiten Besprechung waren sechs Personen anwesend, und zwar die drei eigentlichen Begründer: Grohmann, Mojsisovics und Sommaruga, ferner Dr. A.v.Ruthner, der spätere Gemeinderat Achilles Melingo und ich. Wir waren durch das Scheitern des ersten Versuchs (Anm.: 1856) klüger geworden. Der neue Alpenverein sollte nicht international, sondern besonders für die österreichischen Alpen bestimmt sein. Räumlich eingeengt, sollte er dafür stofflich erweitert werden und nicht nur wissenschaftliche Ziele verfolgen. So entstand damals das Schlagwort vom ‚Wegsammachen‘ der Ostalpen. Im März wurde der Kreis auf 20 Personen erweitert. Statuten wurden entworfen und am 1. Juli genehmigt. Am 19. November fand im ‚Grünen Saale‘ der kaiserlichen Akademie der Wissenschaften (in Wien) unter dem Vorsitze des Professors Fenzl die konstituierende Versammlung statt. Die Zahl der Mitglieder betrug bereits 625.“

### Zwischenkriegszeit
Kritisch gesehen wird heute die nationalsozialistische und antisemitische Ausrichtung des Alpenvereins besonders während der Zwischenkriegszeit. In einigen Sektionen war bereits zu Beginn des 20. Jahrhunderts der Arierparagraph angewandt worden: In der Sektion Wien des Deutschen und Österreichischen Alpenvereins war bereits 1905 in einem Statut festgehalten worden, dass nur Deutsche sogenannter „arischer“ Abstammung Mitglieder werden können; 1907 bzw. 1910 hatten auch die Akademische Sektion Wien bzw. München Juden die Mitgliedschaft verboten, weitere waren gefolgt. 1921 wurde der Nationalsozialist Eduard Pichl Vorsitzender der Sektion Austria des DuÖAV und begann, den Antisemitismus durchzusetzen. Im gleichen Jahr wurde die Sektion Donauland gegründet, in der sich viele ausgeschlossene jüdische Bergsteiger sammelten, u. a. Viktor Frankl, Fred Zinnemann und Joseph Braunstein. 1924 wurde diese Sektion aus dem Gesamtverein ausgeschlossen, und 98 der 110 österreichischen Alpenvereinssektionen führten nun auch formell den Arierparagraphen ein. Juden durften weder Mitglied sein noch auf den Vereins-Hütten bewirtet werden. Seit vielen Jahren widmen sich die Alpenvereine der Aufarbeitung dieser antisemitischen Vergangenheit.

### 1938–1945
Nach dem Anschluss Österreichs an das Deutsche Reich im März 1938 kam es zur Gleichschaltung aller alpinen Vereine im Großdeutschen Reich, und aus dem Deutschen und Österreichischen Alpenverein (DuÖAV) wurde im Mai 1938 der Deutsche Alpenverein (DAV). Dieser war bis zum Kriegsende als Fachverband Bergsteigen in den Nationalsozialistischen Reichsbund für Leibesübungen eingegliedert. Vorsitzender war zu dieser Zeit der ehemalige österreichische Bundeskanzler Arthur Seyß-Inquart, ein überzeugter Nationalsozialist und Antisemit.

### Nachkriegszeit

Logo des OeAV bis 2014

1945 wurde der Oesterreichische Alpenverein (OeAV) neu gegründet. Er verwaltete dann auch die Hütten des Deutschen Alpenvereins (DAV) in Österreich treuhänderisch. Der Deutsche Alpenverein selbst wurde durch die „Zwölf Apostel“ in Würzburg neu gegründet. Die treuhänderische Verwaltung durch den OeAV bestand zunächst fort. Die Rückgabe an die Sektionen des DAV erfolgte ab 1952 und fand 1956 den Abschluss.
Der OeAV ist Gründungsmitglied des multilateralen Abkommens Gegenrecht auf Hütten, das 1978 eingeführt wurde.
Der Österreichische Alpenverein ist heute laut seinen Statuten unpolitisch und überkonfessionell; er wird – quasi als Gegenpol zu dem laut Statuten bekennend sozialdemokratischen Verein Naturfreunde Österreich – überwiegend dem bürgerlichen Lager zugerechnet.
Der ÖAV ist seit 1951 (über den VAVÖ) UIAA-Mitglied, Mitglied im CAA sowie seit 2017 Mitglied in der EUMA.

## Trivia
Einige Jahre lang zählte auch ein Autokonzern zu den Sponsoren des ÖAV. 2014 waren es beispielsweise Mercedes-Benz und Mitsubishi. Mitsubishi durfte damals ein mit „Das Leben ist 4WD“ betiteltes, eine halbe Seite einnehmendes Inserat für seine SUVs in der ÖAV-Mitgliederzeitschrift „Bergauf“ veröffentlichen.
Im Jahr 2021 stieg die Mitgliederzahl in den österreichischen Sektionen um mehr als 53.000, während in den beiden Auslandssektionen 5600 Mitglieder verloren gingen, eine im Vergleich zum Jahr davor mit 6700 neuen Mitgliedern sehr starke Steigerung. Diese wird in einer Presseaussendung des ÖAV mit der Sportbonus-Aktion des Österreichischen Sportministeriums begründet, durch die Mitgliedsbeiträge in Sportvereinen im Zeitraum von September 2021 bis August 2022 gefördert werden.